# Cantor (cratera)

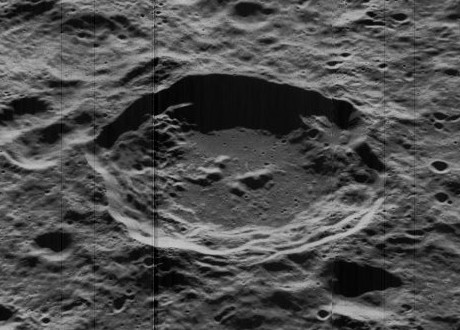
Imagem oblíqua da Orbitar Lunar 5, voltada para o oeste

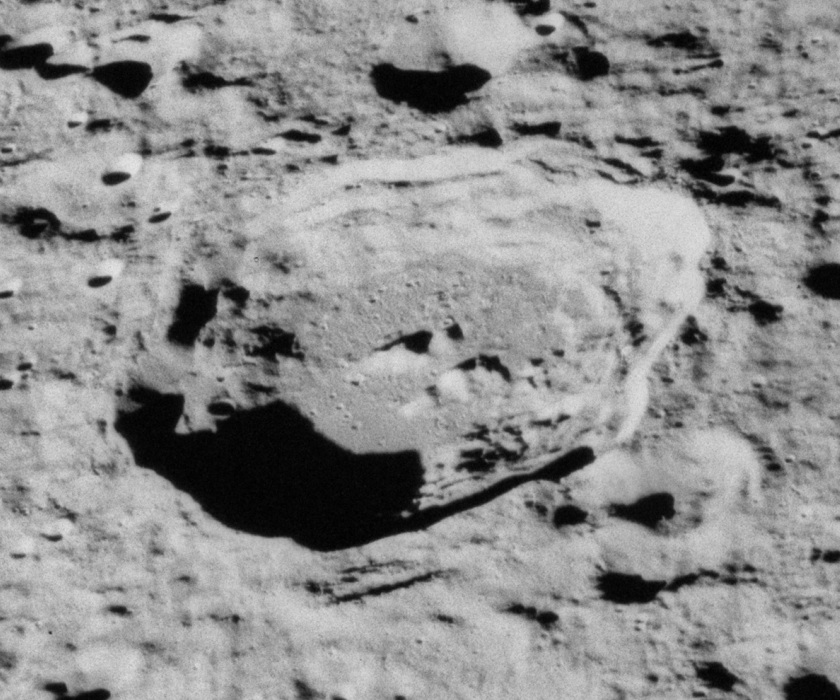
Oblíqua Apollo 16 mapeando a imagem da câmera

Cantor é uma cratera de impacto lunar localizada no hemisfério norte do outro lado da Lua. A borda externa da cratera tem uma forma distintamente hexagonal e é ligeiramente mais longa na direção norte-sul. As paredes interiores são multiplicadas por terraços , embora menos ao longo da margem ocidental.  Há um pico central baixo no ponto médio do andar.
O terreno ao redor de Cantor é fortemente impactado por muitas pequenas crateras.  A antiga e fortemente erodida cratera HG Wells está localizada a noroeste. Para o sudeste é Kidinnu .

## Crateras satélites
Por convenção, essas características são identificadas nos mapas lunares colocando-se a letra ao lado do ponto médio da cratera mais próximo de Cantor.
| Cantor | Latitude | Longitude | Diâmetro |
| ------ | -------- | --------- | -------- |
| C      | 39,5 ° N | 120,3 ° E | 21 km    |
| T      | 37,9 ° N | 113,4 ° E | 23 km    |